# 穆蓋爾 (拉赫馬爾區)
32°1′21″N 2°13′5″W / 32.02250°N 2.21806°W

穆蓋爾（阿拉伯语：‎），是阿爾及利亞的城鎮，位於該國西部貝沙爾省，由拉赫馬爾區負責管轄，面積640平方公里，海拔高度1,026米，2008年人口635，人口密度每平方公里1人。